# NGC 5602
NGC 5602 في الفهرس العام الجديد، هي مجرة، تقع في كوكبة العواء. اكتشفت في 15 مايو 1787 بواسطة ويليام هيرشل.

## روابط خارجية
- NGC 5602 على موقع ويكي سكاي: DSS2, SDSS, GALEX, IRAS, Hydrogen α, X-Ray, Astrophoto, Sky Map, Articles and images